# 演出家出演
『演出家出演』（えんしゅつかしゅつえん）は、ワーナーミュージック・ジャパンよりリリースされたパスピエのメジャー1枚目のフルアルバム。

## 概要
通常盤と初回限定盤が発売。初回限定盤は特殊パッケージ仕様。iTunes Storeにて6月10日までの予約特典で「最終電車（歌とピアノver.）」が付属。また、CDショップ購入特典が数量限定で配布された。
約1ヶ月前に発売のシングル「最終電車 featuring 泉まくら（FragmentのREMIX）」は未収録。
9曲目の「△」は、「さんかっけい」と読む。

## 収録曲
| 全作詞: 大胡田なつき、全作曲: 成田ハネダ、全編曲: パスピエ。 |                          |              |            |      |
| #                                                            | タイトル                 | 作詞         | 作曲・編曲 | 時間 |
| 1.                                                           | 「S.S」                  | 大胡田なつき | 成田ハネダ | 3:02 |
| 2.                                                           | 「名前のない鳥」         | 大胡田なつき | 成田ハネダ | 4:54 |
| 3.                                                           | 「フィーバー」           | 大胡田なつき | 成田ハネダ | 3:41 |
| 4.                                                           | 「シネマ」               | 大胡田なつき | 成田ハネダ | 4:41 |
| 5.                                                           | 「ON THE AIR」           | 大胡田なつき | 成田ハネダ | 4:12 |
| 6.                                                           | 「くだらないことばかり」 | 大胡田なつき | 成田ハネダ | 5:15 |
| 7.                                                           | 「デ・ジャヴ」           | 大胡田なつき | 成田ハネダ | 3:33 |
| 8.                                                           | 「はいからさん」         | 大胡田なつき | 成田ハネダ | 4:08 |
| 9.                                                           | 「△」                    | 大胡田なつき | 成田ハネダ | 2:53 |
| 10.                                                          | 「ワールドエンド」       | 大胡田なつき | 成田ハネダ | 4:14 |
| 11.                                                          | 「カーニバル」           | 大胡田なつき | 成田ハネダ | 3:53 |
| 合計時間:                                                    | 合計時間:                | 44:26        |            |      |

## クレジット
- 大胡田なつき：ボーカル
- 成田ハネダ：キーボード
- 三澤勝洸：ギター
- 露崎義邦：ベース
- やおたくや：ドラムス